# Mindware Studios
A Mindware Studios egy cseh játékfejlesztő cég volt, amit 2002-ben alapítottak Prágában és kilenc évig működött. Az első számítógépes játékuk Cold War címmel jelent meg, a játékot Észak-Amerikában a kanadai DreamCatcher Interactive forgalmazta, és a windowsos verziót portolták Linuxra is.

## Játékok
- Dreamkiller (2009)
- Painkiller: Overdose (2007)
- Cold War (2005)

## Külső hivatkozások
- http://www.metacritic.com/game/pc/cold-war
- http://www.metacritic.com/game/pc/painkiller-overdose
- http://www.metacritic.com/game/pc/dreamkiller
- http://www.imdb.com/company/co0166896/

## Fordítás
- Ez a szócikk részben vagy egészben  a   Mindware Studios című angol Wikipédia-szócikk fordításán alapul.  Az eredeti cikk szerkesztőit annak laptörténete sorolja fel. Ez a jelzés csupán a megfogalmazás eredetét és a szerzői jogokat jelzi, nem szolgál a cikkben szereplő információk forrásmegjelöléseként.